# Crustomyces
Crustomyces Jülich (skorupnik) – rodzaj grzybów z rodziny białoskórnikowatych (Cystostereaceae).

## Charakterystyka
Grzyby kortycjoidalne o bazydiokarpie rocznym, rozproszonym, rozpostartym, skorupiastym, przyrośniętym. Powierzchnia hymenialna zębata lub kolczasta, blado wybarwiona, brzeg bez ryzomorfów i luźnych strzępek. System strzępkowy monomityczny lub dimityczny, strzępki generatywne szkliste, cylindryczne ze sprzążkami, strzępki szkieletowe szkliste o średnicy około 3 μm. Występują gleocystydy, czasami także dendrohyfidy. Podstawki maczugowate z 4-sterygmami i sprzążką bazalną. Bazydiospory elipsoidalne, gładkie, szkliste, nieamyloidalne.
Crustomyces jest mikroskopowo bardzo podobny do Cystostereum, który ma dimityczny system strzępkowy i gleocystydy, ale nie posiada dendrohyfid. Crustomyces należy do rodziny Cystosteraceae, w której pospolicie występują pęcherzykowate gleocystydy o żółtawej zawartości.

## Systematyka i nazewnictwo
Pozycja w klasyfikacji według Index Fungorum: Cystosteraceae, Agaricales, Agaricomycetidae, Agaricomycetes, Agaricomycotina, Basidiomycota, Fungi.
Polską nazwę nadał Władysław Wojewoda w 1999 r.
Gatunki
- Crustomyces expallens (Bres.) Hjortstam 1987
- Crustomyces indecorus Hjortstam 1987
- Crustomyces pini-canadensis (Schwein.) Jülich 1978
- Crustomyces subabruptus (Bourdot & Galzin) Jülich 1978 – skorupnik kolczasty

Nazwy naukowe na podstawie Index Fungorum. Nazwy polskie według Władysława Wojewody.